# Campeonato Brasileiro de Futebol de 2006 - Série B
O Campeonato Brasileiro da Série B de 2006 foi a 25.ª edição da segunda divisão do Campeonato Brasileiro de Futebol naquele ano. Vencido pelo Atlético Mineiro, que conseguiu o acesso a Série A após ter sido rebaixado em 2005. Os outros clubes que galgaram o acesso à primeira divisão de 2007 foram o Sport Recife, Náutico e América de Natal. Esse último disputou a vaga com o Paulista de forma emocionante até os minutos finais da última rodada, conseguindo também o fato histórico do bi-acesso ao ser promovido pelo segundo ano consecutivo.  Um outro time vindo da Série A foi o Brasiliense, que terminou em oitavo. O Remo, vindo da série C, acabou em 12°.
Quanto ao descenso, o Guarani caiu para a Série C mesmo ganhando a última partida. O Paysandu também foi rebaixado, sendo aquele o segundo rebaixamento consecutivo do clube, que disputara a Série A em 2005. São Raimundo-AM e Vila Nova se juntaram a Paysandu e Guarani e caíram para a terceira divisão do Campeonato Brasileiro do ano seguinte.

## Equipes participantes

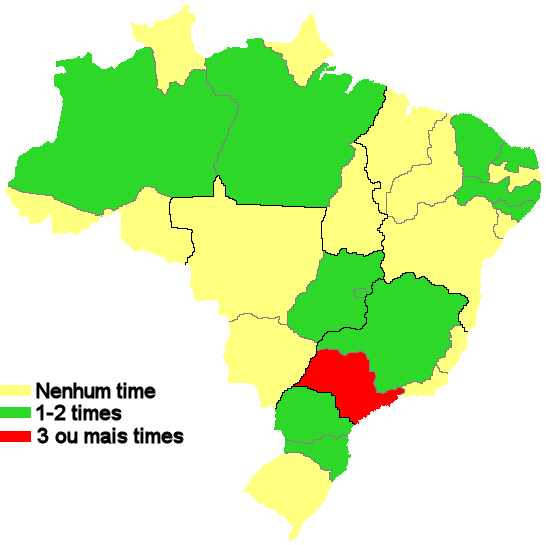
Estados brasileiros divididos por participantes na segunda divisão

| Equipe       | Cidade         | Estado | Em 2005       | Estádio           |
| ------------ | -------------- | ------ | ------------- | ----------------- |
| América      | Natal          | RN     | 2º (Série C)  | Machadão          |
| Atlético     | Belo Horizonte | MG     | 20º (Série A) | Mineirão          |
| Avaí         | Florianópolis  | SC     | 8º            | Ressacada         |
| Brasiliense  | Taguatinga     | DF     | 22º (Série A) | Boca do Jacaré    |
| Ceará        | Fortaleza      | CE     | 11º           | Castelão          |
| Coritiba     | Curitiba       | PR     | 19º (Série A) | Couto Pereira     |
| CRB          | Maceió         | AL     | 12º           | Estádio Rei Pelé  |
| Gama         | Gama           | DF     | 13º           | Bezerrão          |
| Guarani      | Campinas       | SP     | 7º            | Brinco de Ouro    |
| Ituano       | Itu            | SP     | 10º           | Novelli Júnior    |
| Marília      | Marília        | SP     | 5º            | Bento de Abreu    |
| Náutico      | Recife         | PE     | 3º            | Aflitos           |
| Paulista     | Jundiaí        | SP     | 15º           | Jayme Cintra      |
| Paysandu     | Belém          | PA     | 21º (Série A) | Mangueirão        |
| Portuguesa   | São Paulo      | SP     | 4º            | Canindé           |
| Remo         | Belém          | PA     | 1º (Série C)  | Mangueirão        |
| Santo André  | Santo André    | SP     | 6º            | Bruno José Daniel |
| São Raimundo | Manaus         | AM     | 14º           | Estádio da Colina |
| Sport        | Recife         | PE     | 16º           | Ilha do Retiro    |
| Vila Nova    | Goiânia        | GO     | 9º            | Serra Dourada     |

## Fórmula de disputa
Os 20 participantes jogaram em grupo único, todos contra todos, em turno e returno. O time que marcou mais pontos ao final das 38 rodadas foi declarado o Campeão Brasileiro da Série B de 2006. Os quatro primeiros colocados da Série B foram promovidos para a disputa da Série A em 2007. Os quatro últimos times (os que tiverem conseguido menos pontos) foram rebaixados para a disputa do Campeonato Brasileiro da Série C em 2007.

## Critérios de desempate
Para o desempate entre duas ou mais equipes seguirá a ordem definida abaixo:
- 1º - Número de vitórias
- 2º - Saldo de gols
- 3º - Gols feitos
- 4º - Confronto direto (apenas entre duas equipes)
- 5º - Sorteio

## Classificação
| Pos | Equipes          | Pts | J  | V  | E  | D  | GP | GC | SG  | Classificação ou rebaixamento |
| --- | ---------------- | --- | -- | -- | -- | -- | -- | -- | --- | ----------------------------- |
| 1   | Atlético Mineiro | 71  | 38 | 20 | 11 | 7  | 70 | 39 | +31 | Promovidos à Série A de 2007  |
| 2   | Sport            | 64  | 38 | 18 | 10 | 10 | 57 | 36 | +21 | Promovidos à Série A de 2007  |
| 3   | Náutico          | 64  | 38 | 18 | 10 | 10 | 64 | 48 | +16 | Promovidos à Série A de 2007  |
| 4   | América de Natal | 61  | 38 | 19 | 4  | 15 | 59 | 51 | +8  | Promovidos à Série A de 2007  |
| 5   | Paulista         | 61  | 38 | 17 | 10 | 11 | 72 | 51 | +21 |                               |
| 6   | Coritiba         | 59  | 38 | 16 | 11 | 11 | 64 | 51 | +13 |                               |
| 7   | Santo André      | 56  | 38 | 14 | 14 | 10 | 47 | 45 | +2  |                               |
| 8   | Brasiliense      | 53  | 38 | 15 | 8  | 15 | 66 | 51 | +15 |                               |
| 9   | Marília          | 50  | 38 | 13 | 11 | 14 | 58 | 58 | 0   |                               |
| 10  | Ituano           | 50  | 38 | 12 | 14 | 12 | 49 | 48 | +1  |                               |
| 11  | Gama             | 48  | 38 | 14 | 6  | 18 | 51 | 62 | -11 |                               |
| 12  | Remo             | 46  | 38 | 13 | 7  | 18 | 50 | 60 | -10 |                               |
| 13  | Avaí             | 46  | 38 | 12 | 10 | 16 | 36 | 51 | -15 |                               |
| 14  | Portuguesa       | 45  | 38 | 11 | 12 | 15 | 47 | 58 | -11 |                               |
| 15  | Ceará            | 45  | 38 | 10 | 15 | 13 | 47 | 56 | -9  |                               |
| 16  | CRB              | 44  | 38 | 12 | 8  | 18 | 61 | 67 | -6  |                               |
| 17  | Paysandu         | 44  | 38 | 12 | 8  | 18 | 51 | 70 | -19 | Rebaixados à Série C de 2007  |
| 18  | Guarani1         | 44  | 38 | 11 | 14 | 13 | 53 | 61 | -8  | Rebaixados à Série C de 2007  |
| 19  | São Raimundo-AM  | 43  | 38 | 11 | 10 | 17 | 42 | 59 | -17 | Rebaixados à Série C de 2007  |
| 20  | Vila Nova        | 42  | 38 | 11 | 9  | 18 | 45 | 68 | -23 | Rebaixados à Série C de 2007  |

1 O Guarani foi punido pela FIFA com a perda de 3 pontos por negociação irregular de jogador em 2003.

## Maiores públicos
Esses são os 7 maiores públicos do Campeonato.
| Nº | Público[i] | Mandante         | Placar | Visitante        | Estádio  | Data           |
| -- | ---------- | ---------------- | ------ | ---------------- | -------- | -------------- |
| 1  | 74.694     | Atlético Mineiro | 2–2    | América de Natal | Mineirão | 25 de novembro |
| 2  | 57.851     | Atlético Mineiro | 4–1    | Avaí             | Mineirão | 21 de outubro  |
| 3  | 51.777     | Atlético Mineiro | 1–0    | Brasiliense      | Mineirão | 7 de outubro   |
| 4  | 49.125     | Atlético Mineiro | 2–0    | Sport            | Mineirão | 23 de setembro |
| 5  | 45.944     | Atlético Mineiro | 3–0    | Paysandu         | Mineirão | 4 de novembro  |
| 6  | 44.209     | Atlético Mineiro | 4–0    | São Raimundo-AM  | Mineirão | 7 de novembro  |
| 7  | 36.518     | Ceará            | 1–0    | São Raimundo-AM  | Castelão | 20 de outubro  |

- i. ^ Considera-se apenas o público pagante

## Menores públicos
Esses são os 7 menores públicos do Campeonato.
| Nº | Público[i] | Mandante | Placar | Visitante        | Estádio          | Data           |
| -- | ---------- | -------- | ------ | ---------------- | ---------------- | -------------- |
| 1  | 80         | Ituano   | 3–2    | Brasiliense      | Santa Cruz       | 13 de maio     |
| 2  | 83         | Ituano   | 1–1    | Paulista         | Décio Vitta      | 23 de abril    |
| 3  | 115        | Ituano   | 2–2    | Marília          | Palmas Travassos | 6 de maio      |
| 4  | 160        | Ituano   | 0–1    | CRB              | Novelli Junior   | 15 de agosto   |
| 5  | 162        | Ituano   | 0–1    | América de Natal | Novelli Junior   | 2 de setembro  |
| 6  | 164        | Ituano   | 1–1    | Vila Nova        | Novelli Junior   | 9 de setembro  |
| 7  | 186        | Ituano   | 4–1    | Ceará            | Novelli Junior   | 25 de novembro |

- i. ^ Considera-se apenas o público pagante

## Campeão
| Campeão Brasileiro de 2006 (Série B) |
| ------------------------------------ |
| Clube Atlético Mineiro (1º título)   |